# Albert (Francja)
Albert – miejscowość i gmina we Francji, w regionie Hauts-de-France, w departamencie Somma.
Według danych na rok 2011 gminę zamieszkiwało 9 837 osób, a gęstość zaludnienia wynosiła 713 osób/km² (wśród 2293 gmin Pikardii Albert plasuje się na 21. miejscu pod względem liczby ludności, natomiast pod względem powierzchni na miejscu 240.).

## Miasta partnerskie
- Ulverston (Kumbria od 1976)
- Sędziszów Małopolski ( Podkarpacie od 2025)
- Niska (Saksonia od 1964)
- Aldenhoven (Nadrenia Północna-Westfalia od 1981)